# Áno Sýros
Áno Sýros är en kommunhuvudort i Grekland.   Den ligger i prefekturen Kykladerna och regionen Sydegeiska öarna, i den sydöstra delen av landet, 120 km sydost om huvudstaden Aten. Áno Sýros ligger 141 meter över havet och antalet invånare är 1 138. Den ligger på ön Nísos Sýros.
Terrängen runt Áno Sýros är huvudsakligen kuperad, men åt sydost är den platt. Havet är nära Áno Sýros åt nordost.  Närmaste större samhälle är Ermoupoli, 1,0 km sydost om Áno Sýros. 